# Scopesis areolaris
Scopesis areolaris là một loài tò vò trong họ Ichneumonidae.